# 接触法
接觸法（Contact process）是目前工业上制造硫酸的主要方法，整个方法主要包括四步：通过硫化矿或硫黄的高温焙烧产生二氧化硫气体；二氧化硫与氧气在高温催化下通过可逆反应化合生成三氧化硫；用浓硫酸吸收三氧化硫，产生發烟硫酸；以及最终发烟硫酸的用水稀释，得到硫酸成品。
此法由英國商人Peregrine Phillips於1831年首先申請為專利。

## 製程
製備二氧化硫的原料包括：硫和硫礦石，例如硫磺。在空氣中燃燒硫磺可以產生二氧化硫氣體。
{\displaystyle \ S_{(s)}+O_{2(g)}\rightarrow SO_{2(g)}} ；{\displaystyle \ \Delta H=-298\ kJ/mol}
二氧化硫和空氣會先經過淨化，除去雜質，以免對下一過程採用的催化劑造成影響。
在常壓和攝氏450度下，把二氧化硫和空氣通過五氧化二釩（V2O5）催化劑，製得三氧化硫。鉑也可用作催化剂，但是其價格較昂贵，且較易和雜質反應而損失。
{\displaystyle \ 2SO_{2(g)}+O_{2(g)}\rightleftharpoons 2SO_{3(g)}} ；　{\displaystyle \ \Delta H=-196\ kJ/mol}
在反應過程中，五氧化二釩发生了以下中间反应：
{\displaystyle \ V_{2}O_{5(s)}+SO_{2(g)}\rightarrow 2VO_{2(s)}+SO_{3(g)}}
{\displaystyle \ 4VO_{2(s)}+O_{2(g)}\rightarrow 2V_{2}O_{5(s)}}
{\displaystyle \ 2SO_{2(g)}+O_{2(g)}\rightleftharpoons 2SO_{3(g)}}
二氧化硫和氧的反應是一個可逆反應。
在吸收塔內，三氧化硫會溶於98%的硫酸中，形成發煙硫酸。
{\displaystyle \ SO_{3(g)}+H_{2}SO_{4(l)}\rightarrow H_{2}S_{2}O_{7(l)}}
發煙硫酸經適量的水稀釋後，便形成98%的硫酸，所製得的硫酸會被冷卻及儲存。
{\displaystyle \ H_{2}S_{2}O_{7(l)}+H_{2}O_{(l)}\rightarrow 2H_{2}SO_{4(l)}}
三氧化硫與水的反應非常劇烈，如果直接溶於水中，就會釋出大量熱能，並形成硫酸霧，阻礙溶解過程，而且難以收集。此外，三氧化硫在硫酸中的溶解度比水高，因此硫酸製造廠不會把三氧化硫直接溶於水。通常是用98.3%的硫酸吸收SO3，再用水稀釋。
{\displaystyle \ SO_{3(g)}+H_{2}O_{(l)}\rightarrow H_{2}SO_{4(aq)}} ；　{\displaystyle \ \Delta H=-132\ kJ/mol}

## 另見
- 鉛室法：較舊式的硫酸製程，現已較少使用